# Chumillas
Chumillas là một đô thị trong tỉnh Cuenca, cộng đồng tự trị Castile-La Mancha Tây Ban Nha. Đô thị này có diện tích là 40,19 ki-lô-mét vuông, dân số năm 2009 là 67 người với mật độ 1,67 người/km². Đô thị này có cự ly km so với tỉnh lỵ Cuenca.